# Machame Mashariki
Machame Mashariki è una circoscrizione rurale (rural ward) della Tanzania situata nel distretto di Hai, regione del Kilimangiaro. Conta una popolazione di 13 084 abitanti (censimento 2012).